# Општина Појана Вадулуј (Алба)
Појана Вадулуј (рум. Poiana Vadului) општина је у Румунији у округу Алба.
Oпштина се налази на надморској висини од 834 m.